# Palacio Real de Olite
El Palacio Real de Olite, Palacio de los Reyes de Navarra de Olite, también llamado por su apariencia, Castillo de Olite, es un edificio civil de carácter palaciego, residencial, el mayor conjunto conservado en Navarra y «uno de los ejemplares más importantes de la arquitectura civil gótica, tanto a nivel español como europeo», construido desde finales del siglo XIV y principios del siglo XV en la localidad de Olite (Navarra, España). A nivel propiamente de Navarra, como arquitectura civil, «probablemente sea el monumento más emblemático». Como recurso turístico, en 2021 fue el más visitado de Navarra con 173.357 visitantes registrados. En 2024 fueron 260.519 personas.
Fue una de las sedes cortesanas del Reino de Navarra con Carlos III "el Noble" Anteriormente, servía como sede real el Palacio de los Teobaldos construido durante los siglos XIII y XIV y adyacente al palacio nuevo que, al igual que la iglesia de Santa María la Real, conforma el complejo conjunto patrimonial protegido como bien de interés cultural. Fue declarado Monumento Nacional (conjuntamente con la iglesia de Santa María) el 17 de enero de 1925. También está declarado como Bien de Interés Cultural y es propiedad del Gobierno Foral de Navarra. En su interior existe una morera negra declarada Monumento Natural de Navarra (MN20).
Cada verano es sede principal del Festival de Teatro Clásico de Olite.

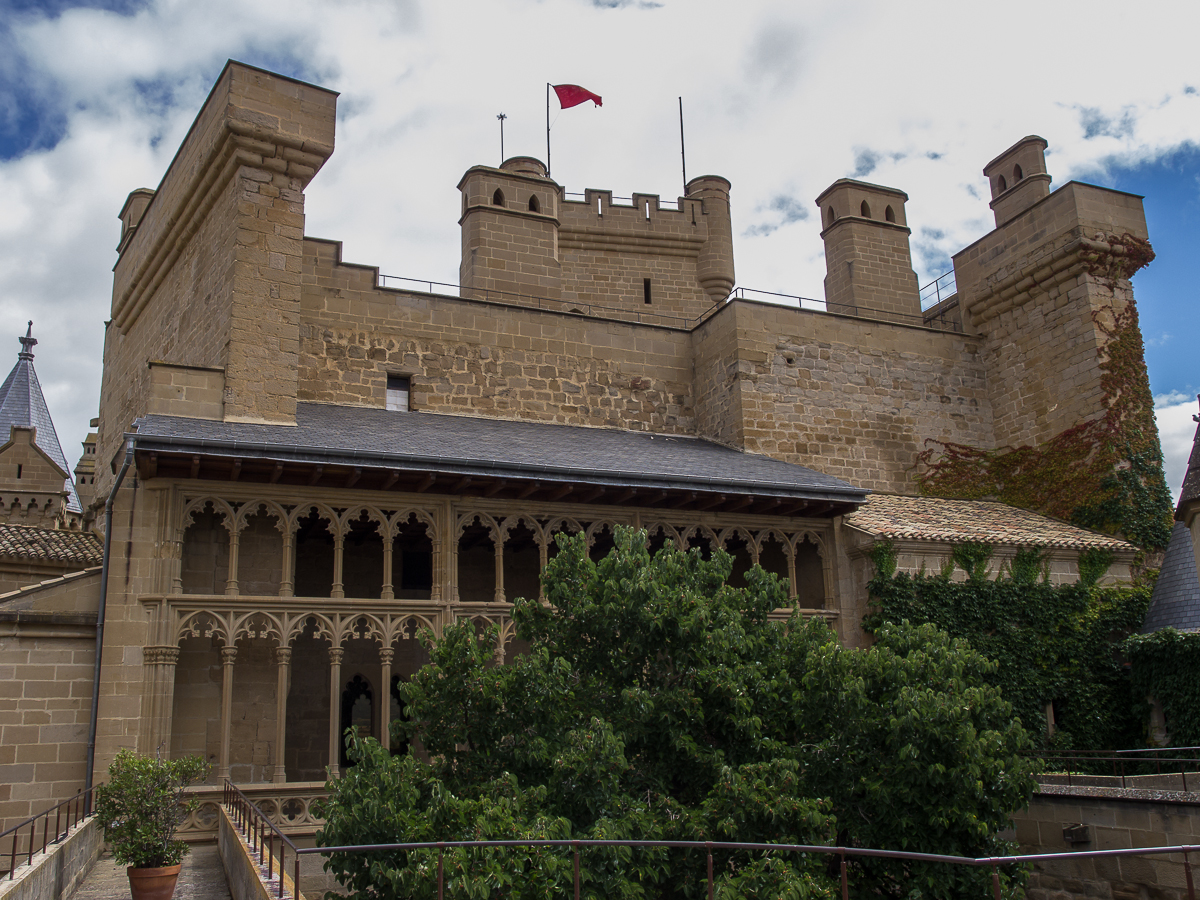
Vista del Palacio de Olite

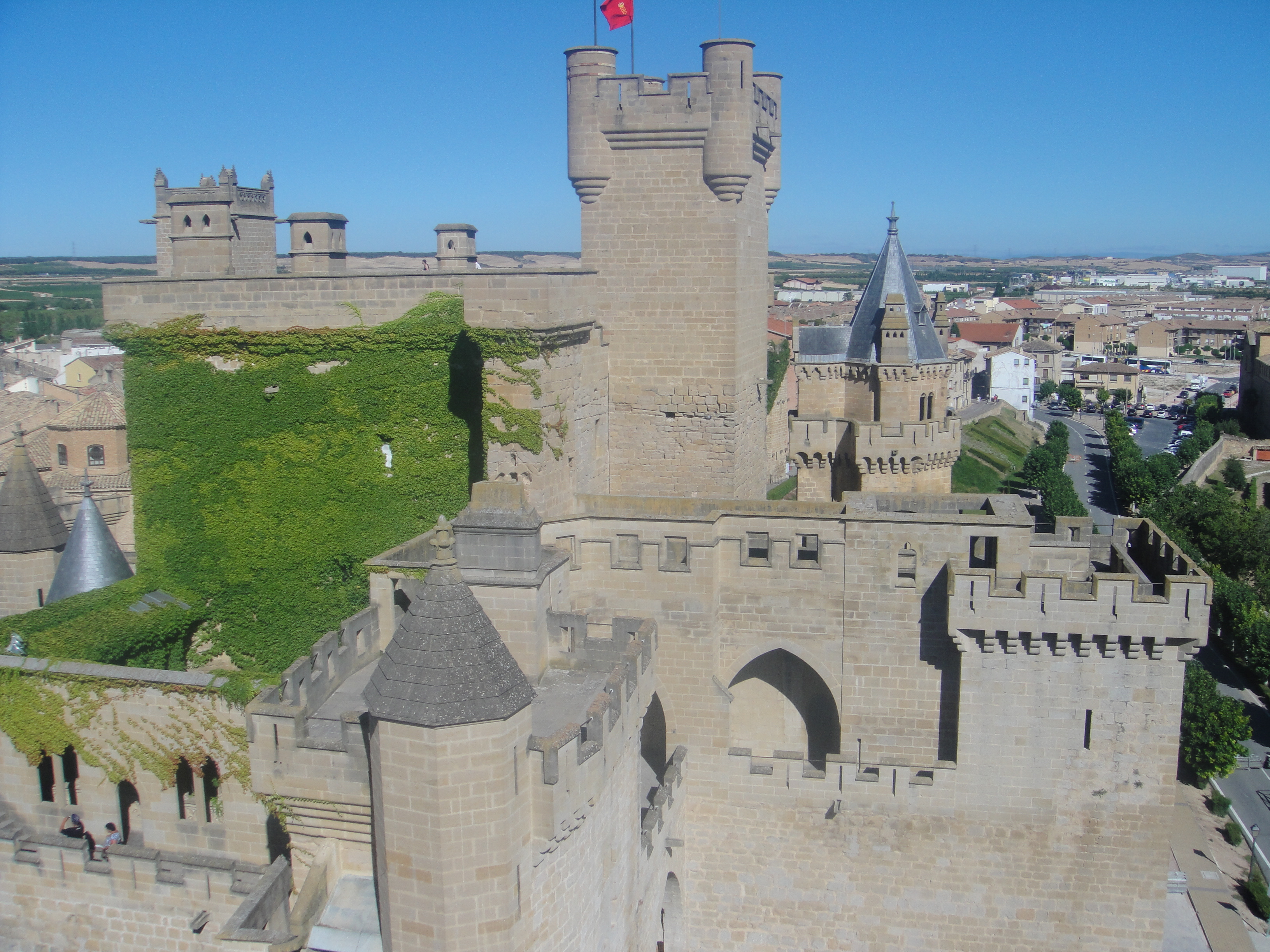
Vista del interior del Palacio Real de Olite desde la torre de la Joyosa Guarda

## Contexto histórico

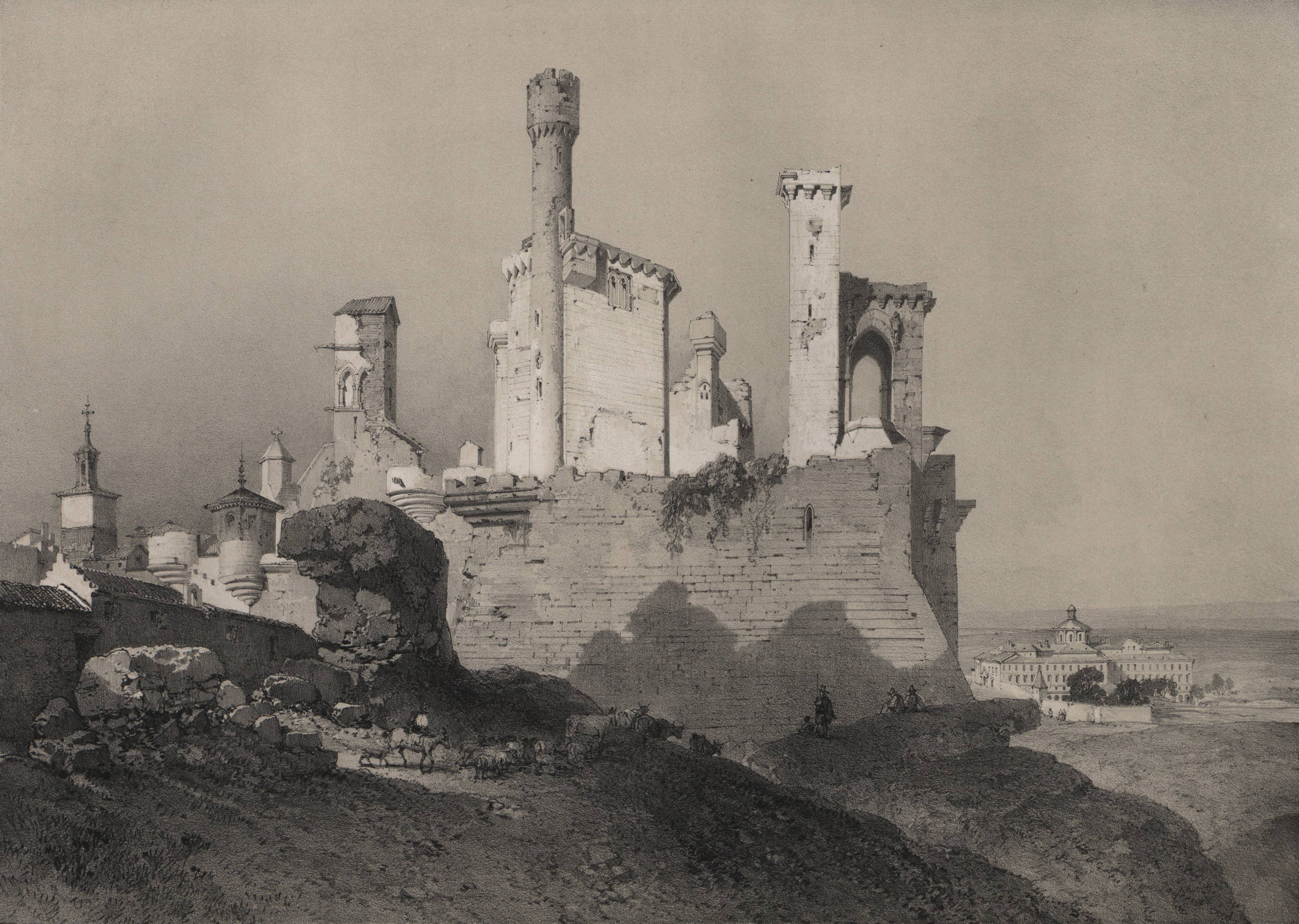
Vista del palacio de Olite, dibujado por Genaro Pérez de Villaamil, en España artística y monumental (1850)

Fue Carlos III "el Noble" quién, en el siglo XV, comenzó la ampliación del anterior castillo, dando lugar al Palacio de los Reyes de Navarra. Aunque casi todos lo llaman "castillo", lo correcto es referirse a él como "palacio", ya que se trata de una construcción con carácter cortesano, donde los aspectos residenciales prevalecieron sobre los militares (defensa).
Uno de sus principales encantos es el aparente desorden de su diseño. Esto se debe a que su construcción nunca se afrontó como un proyecto "de conjunto", debiéndose el resultado final a las continuas obras de ampliación y reforma que se sucedieron durante siglos, aunque la mayor parte de las obras se realizaron entre finales del siglo XIV y principios del XV. El entonces rey de Navarra, Carlos III, decidió convertir el palacio existente en sede real permanente y dotarla de todo el ornamento propio de estas.
El conjunto formado por sus estancias, jardines y fosos, rodeados por las altas murallas y rematados por las numerosas torres, le confieren una espectacular y mágica silueta. En su época, llegó a ser considerado como uno de los más bellos de Europa. En él podremos diferenciar claramente dos conjuntos: el 'Palacio Viejo', convertido en Parador Nacional de Turismo, y el Palacio Nuevo. Ambos están separados por "tierra de nadie", un solar donde se levantaba anteriormente el Palacio de la Reina.
Tras la invasión de Navarra en 1512 por parte de la Corona de Castilla y la de Aragón, comenzó el deterioro del palacio, ya que solo fue utilizado por los virreyes como residencia esporádica. El estado de abandono en el que quedó inmerso el palacio hizo que éste fuera deteriorándose progresivamente. Este proceso culminó con el incendio ordenado por el guerrillero Espoz y Mina durante la Guerra de la Independencia Española (1813), ante el temor de que en él se fortificaran las tropas francesas de Napoleón.
Olvidado por la primera Comisión de Monumentos Históricos y Artísticos de Navarra, que no lo incluyeron en ninguno de los escasos informes emitidos entre 1844 y 1865, será objeto de especial atención con la nueva comisión reconstituida en 1869. En 1870 Juan Iturralde y Suit presentaba su Memoria sobre las ruinas del Palacio Real de Olite. De la mano de Aniceto Lagarde están firmadas tres hojas adjuntas con el plano y los alzados del palacio junto a diez acuarelas pintadas por el propio Iturralde y Suit. Esta memoria sirvió de base durante muchos años después a diferentes estudios emprendidos por otros autores sobre este monumento.
En 1871 la Comisión de Monumentos de Navarra tiene noticias de las intenciones municipales de construir viviendas sobre las ruinas del palacio por lo que emprendió una intensa actividad frente a la Real Academia de San Fernando para lograr la declaración de monumento nacional. Sin embargo la Academia atendió y aceptó la propuesta municipal suscitando su enfrentamiento con la Comisión de Monumentos de Navarra que no dudó en enfrentarse a sus superiores ni al ayuntamiento de Olite que deseaba instalar la casa consistorial y las escuelas municipales dentro del complejo. La Academia rectificó su decisión admitiendo su error y presentando sus excusas a la Comisión de Monumentos de Navarra que siguió oponiéndose a la cesión en la que la Academia perseveraba en favor del municipio.
El estado actual del edificio es fruto de una restauración tras convocatoria de un concurso en 1923 por parte de la Diputación Foral de Navarra que ganaron los arquitectos José y Javier Yárnoz y que se iniciaron en 1937. Todavía ésta no ha concluido ya que esta compleja labor trata de recuperar la estructura original del palacio, distinguiendo entre lo que se corresponde con el edificio original, y lo que se debe a su restauración. Sin embargo, la riquísima decoración interior que revestía sus muros se ha perdido para siempre, al igual que los jardines exteriores que lo rodeaban.
Fue declarado Monumento Nacional (conjuntamente con la iglesia de Santa María) el 17 de enero de 1925.

## Descripción

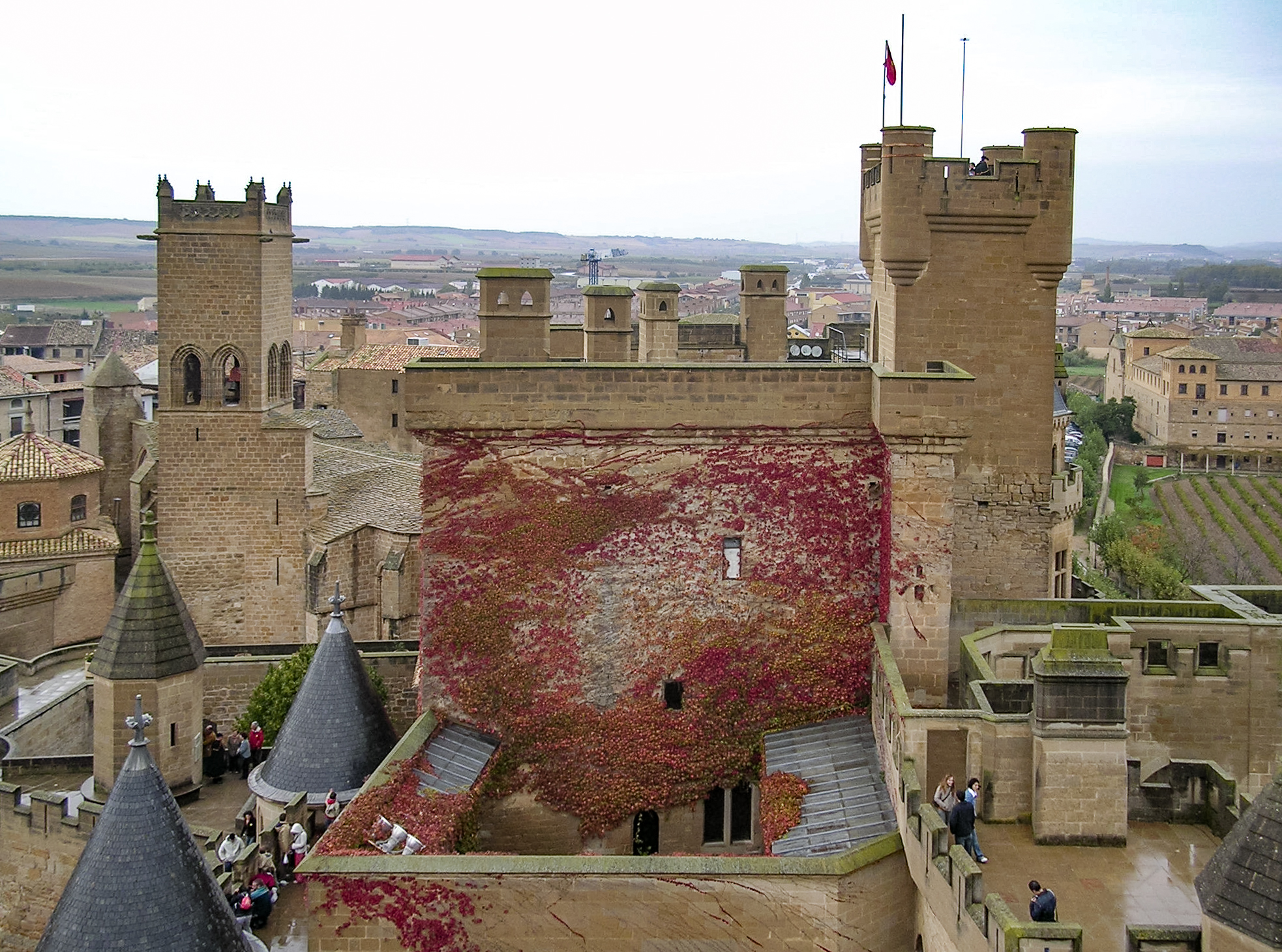
Vista de los jardines verticales en el palacio.

El palacio está inspirado en el estilo gótico francés. Actualmente perviven restos de yeserías y estucados de inspiración mudéjar, obra, al parecer, de artesanos moriscos de la ribera de Navarra.
En el siglo XV, el palacio del castillo se consideraba la altura de las cortes europeas más lujosas. La decoración interior de la que no queda nada, excepto pequeños restos, estaba compuesta por yeserías, azulejos, vidrieras y artesonados dorados. Los suelos y las paredes estaban cubiertos de tapices.
En las obras de este palacio intervinieron muchos artistas de diversas nacionalidades, ejemplo del eclecticismo imperante en las construcciones cortesanas de la época. La influencia francesa es evidente en torres, ventanas y balcones, mientras que los hispanos transpiran en adarves volados, arquerías y patios, así como techos artesonados, azulejos y yeserías.
Además tenía jardines colgantes, algunos de casi 20 metros de altura, zonas ajardinadas, huertos y un parque zoológico que incluía un león (regalo del rey de Aragón Pedro IV el Ceremonioso), un camello, loros, perros de caza, halcones, búfalos africanos, ardillas, etc.
La entrada al palacio se hacía través de la Plaza de Carlos III el Noble. La cubierta consiste en un arco de medio punto que conduce a una plaza interior conocida como Patio de los Naranjos, porque en este lugar el rey mandó plantar naranjos y otros árboles frutales. Hoy el piso está pavimentado pero originalmente era un jardín con árboles y flores de varias especies.
Para el cuidado de los jardines se precisaban multitud de jardineros, aunque en su cuidado también participaban los propios reyes, más que nada como entretenimiento. Para el riego de los jardines, se realizó un complicado sistema de riego con tuberías de plomo que fue realizado en 1409 por Juan D'Espernou y más tarde en 1414 por John Nelbort de Bristol. Durante el invierno, los árboles estaban protegidos por toldos que estaban adheridos a las paredes, de manera similar a un invernadero y el palacio contaba con una nevera para disponer de hielo y guardar alimentos para su preservación, la cual sigue existiendo a día de hoy, pero ya no se usa.

## Estancias

### Sala de las excavaciones
Fue el antiguo cuerpo de guardia del palacio. En esta sala se ha encontrado una sala abovedada cuya función se desconoce, y estaba llena de materiales del Palacio Viejo.

### Sala de los Arcos
También conocido como la cueva de los murciélagos. Este nombre popular vino por su ausencia casi total de luz y es una gran sala cuya única función es soportar el peso del jardín de la Reina ubicado en la parte superior. Está cubierto con grandes arcos apuntados.

### Sala de la Reina

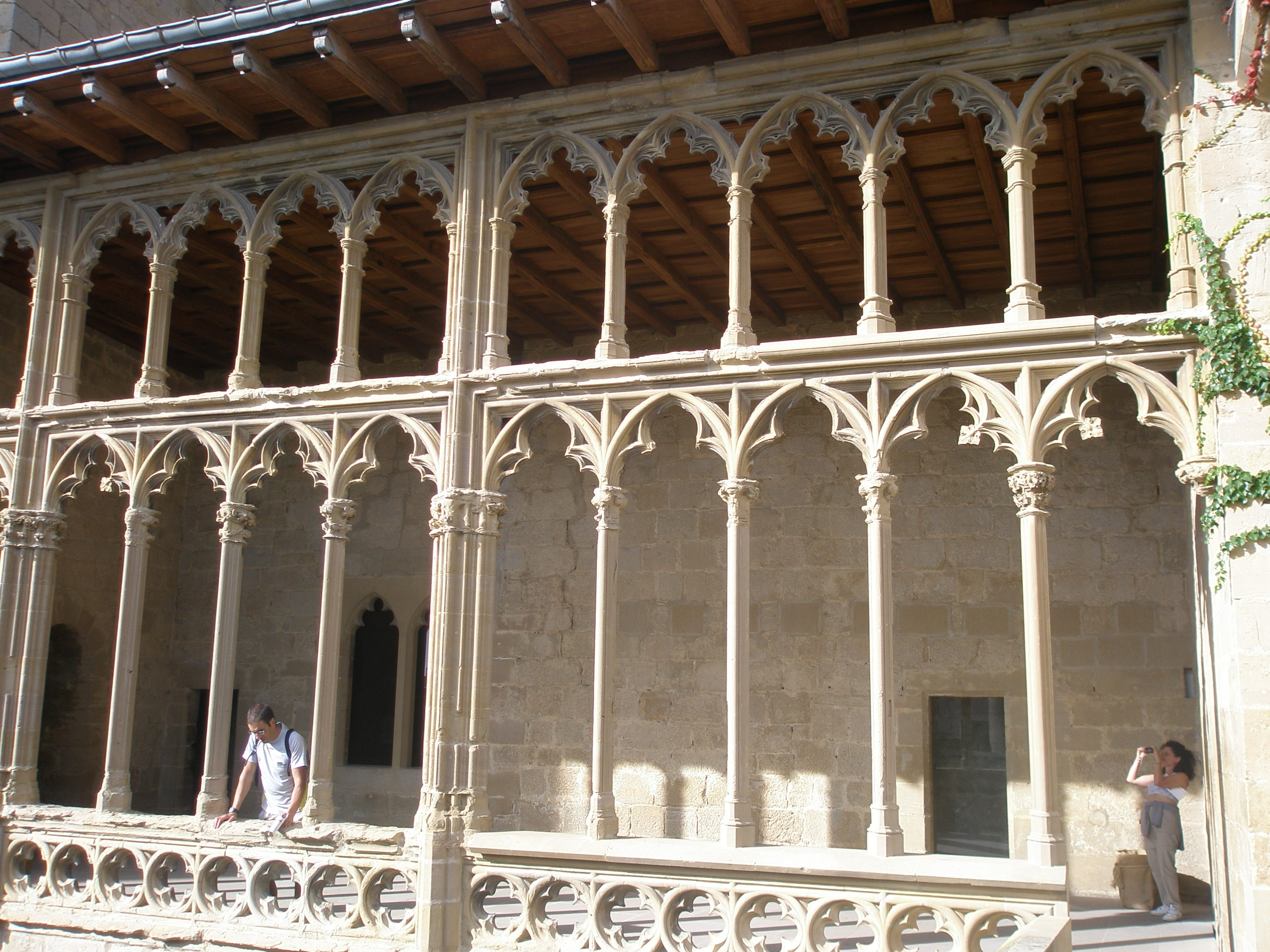
Galería Dorada del Rey.

Estas son las habitaciones privadas de la Reina, con chimeneas de piedra ubicadas junto a las ventanas. Estaba decorado con zócalos de madera, tapices, pinturas y yeserías de la tradición morisca. El piso estaba pavimentado con ladrillos vidriados, mientras que los techos lucían paneles de madera con detalles dorados. Las ventanas estaban cerradas con vidrieras. A su lado, existe una pequeña habitación conocida como baño de la reina. Los pisos estaban cubiertos con alfombras y tapices.

### Sala del Rey
Es una gran sala que servía principalmente como sala de banquetes, también tiene otra pequeña sala que fue utilizada como lugar de descanso del monarca. Tiene chimenea de piedra y grandes ventanales góticos con bancos.

### Cámara de los Yesos o Sala Mudéjar
Este es el único espacio que conserva la decoración original de yeserías. Hay diez paneles hechos en yeso por maestros moriscos, que representan escudos heráldicos, estrellas, lazos, patrones geométricos islámicos y decoración vegetal. Un motivo que aparece son las hojas de castaño de la insignia de Carlos III. La sala generalmente está cerrada al público, solo se abre con reserva, para evitar dañar los trabajos de yeso que están en muy malas condiciones. Los paneles, de izquierda a derecha se muestran a continuación:

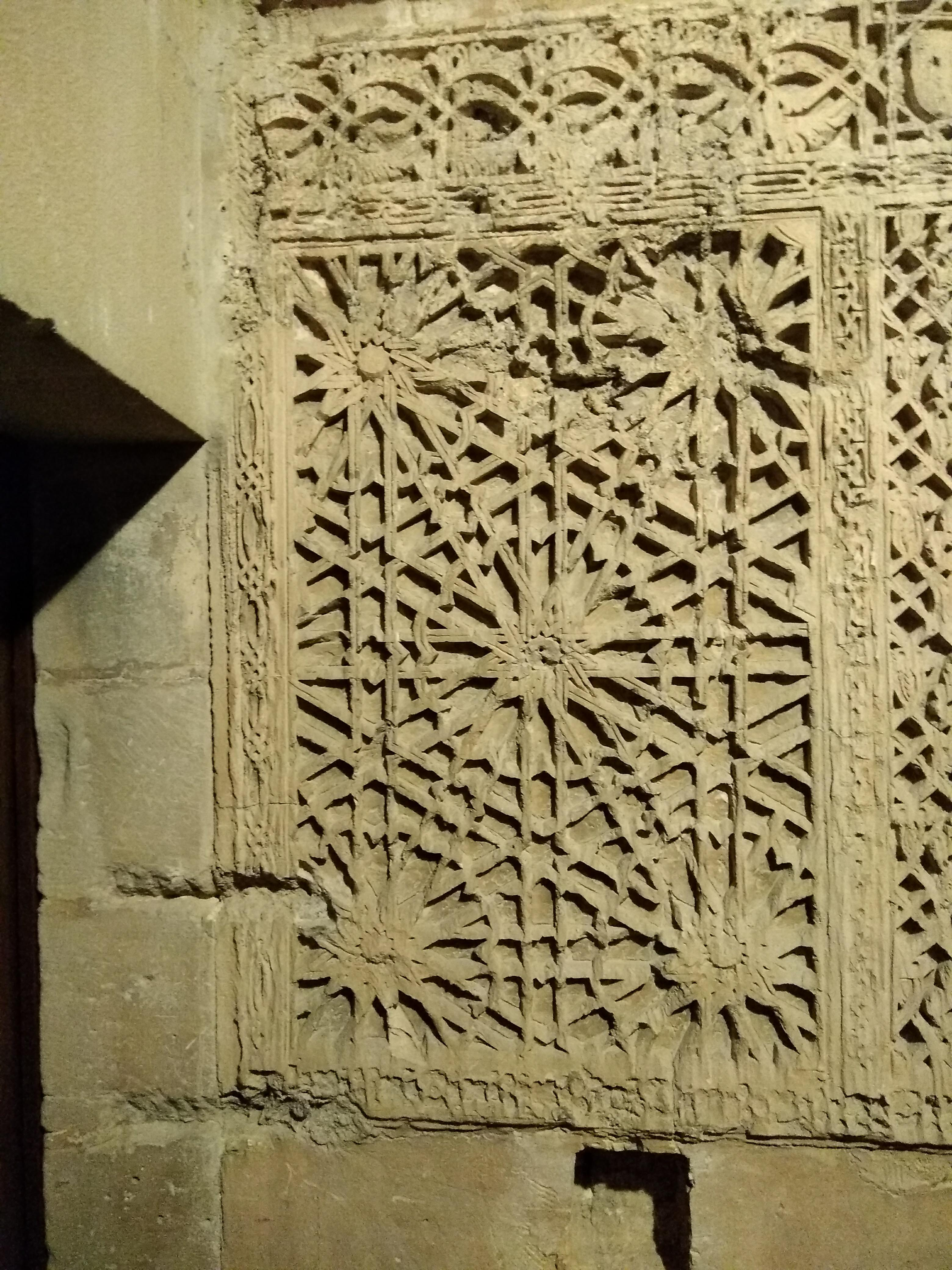
Panel 1
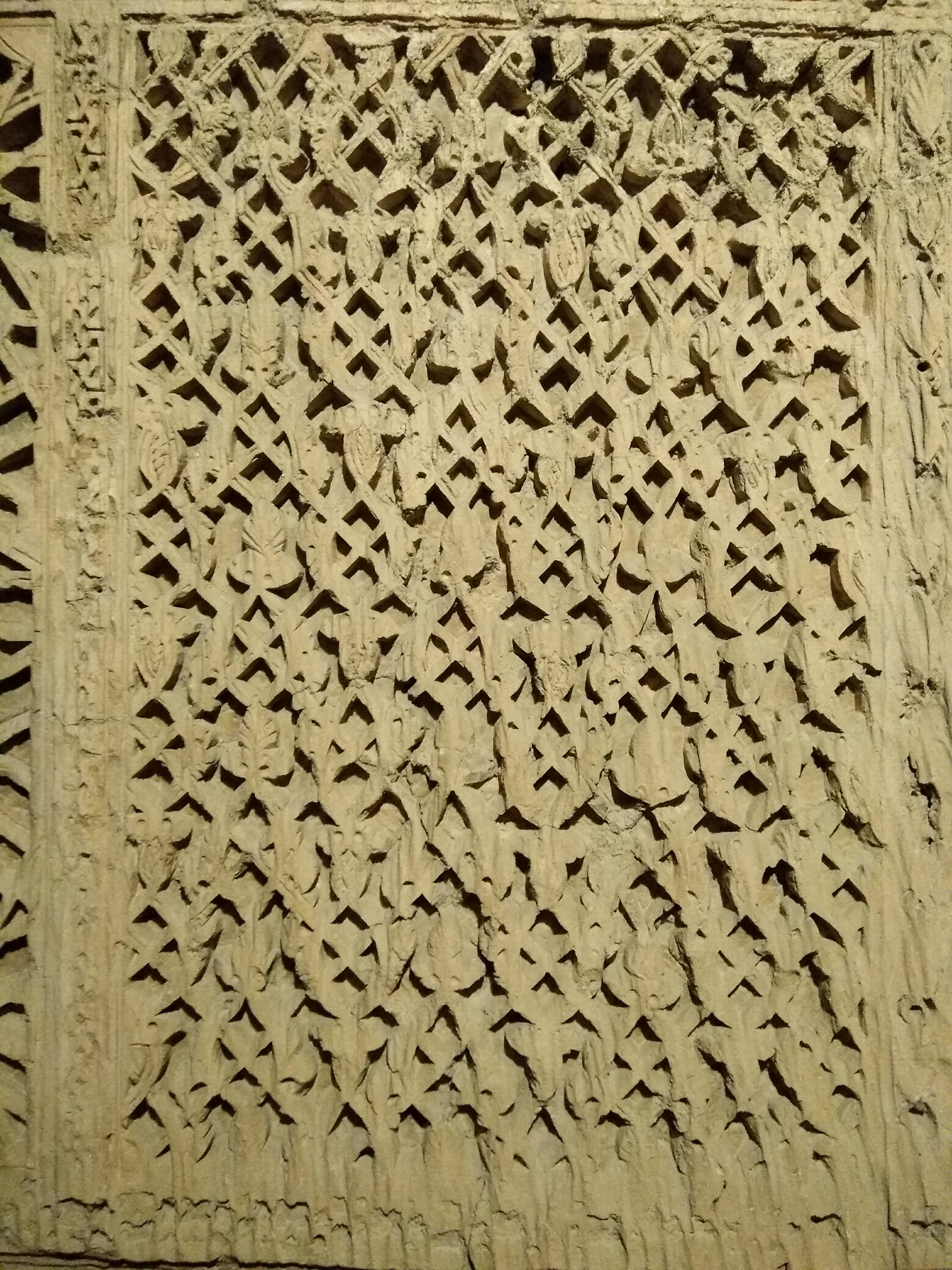
Panel 2
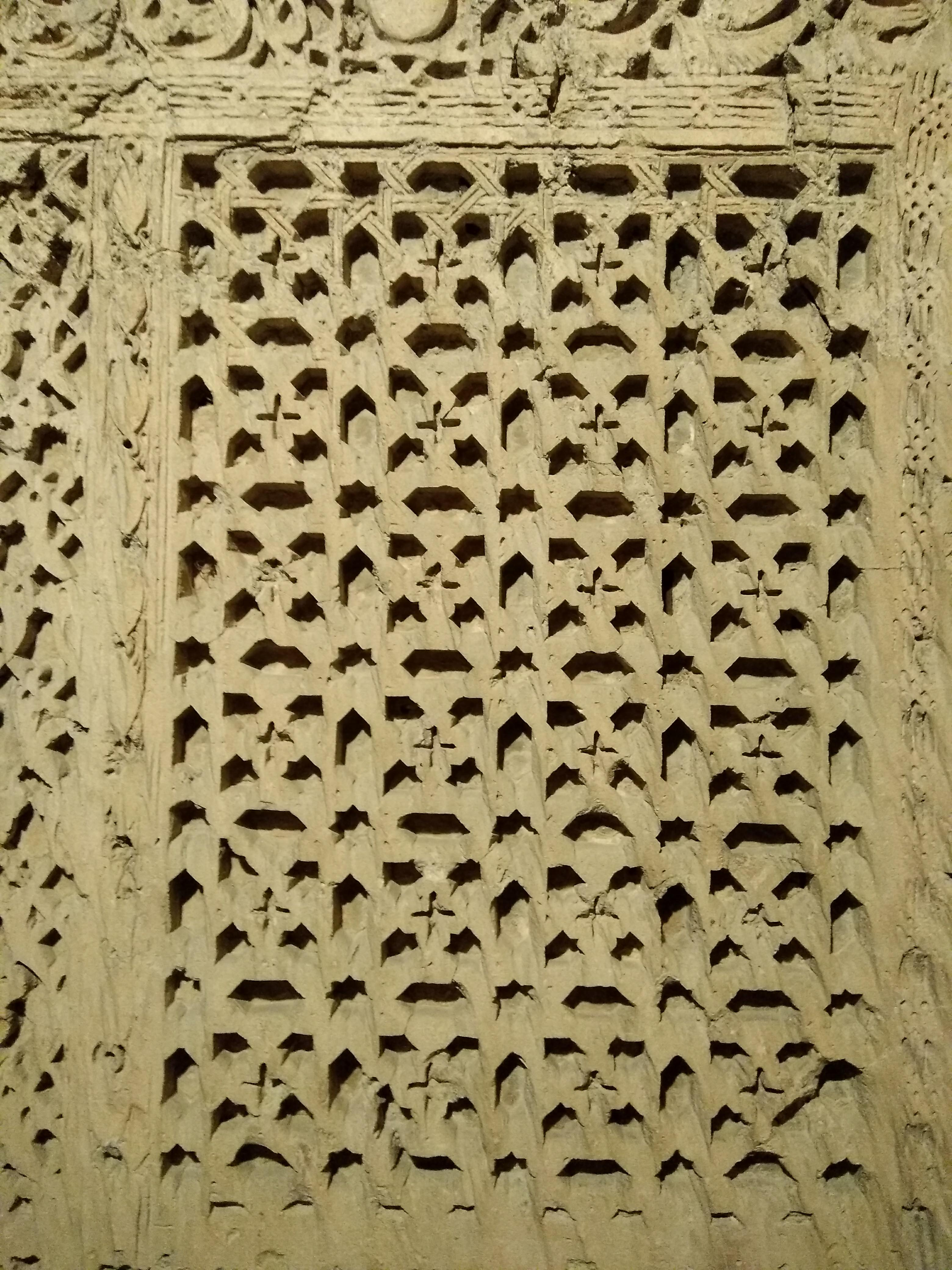
Panel 3
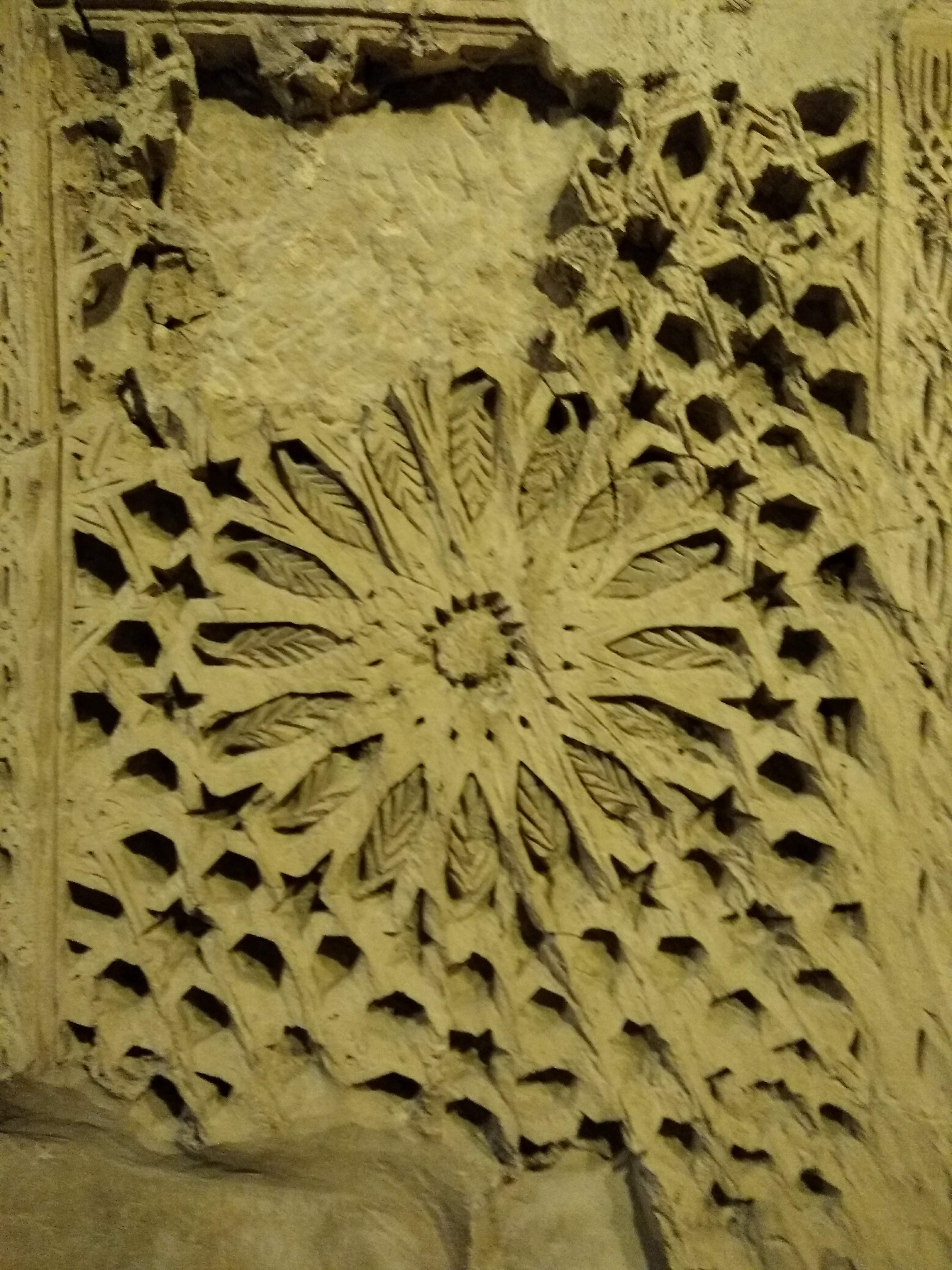
Panel 4
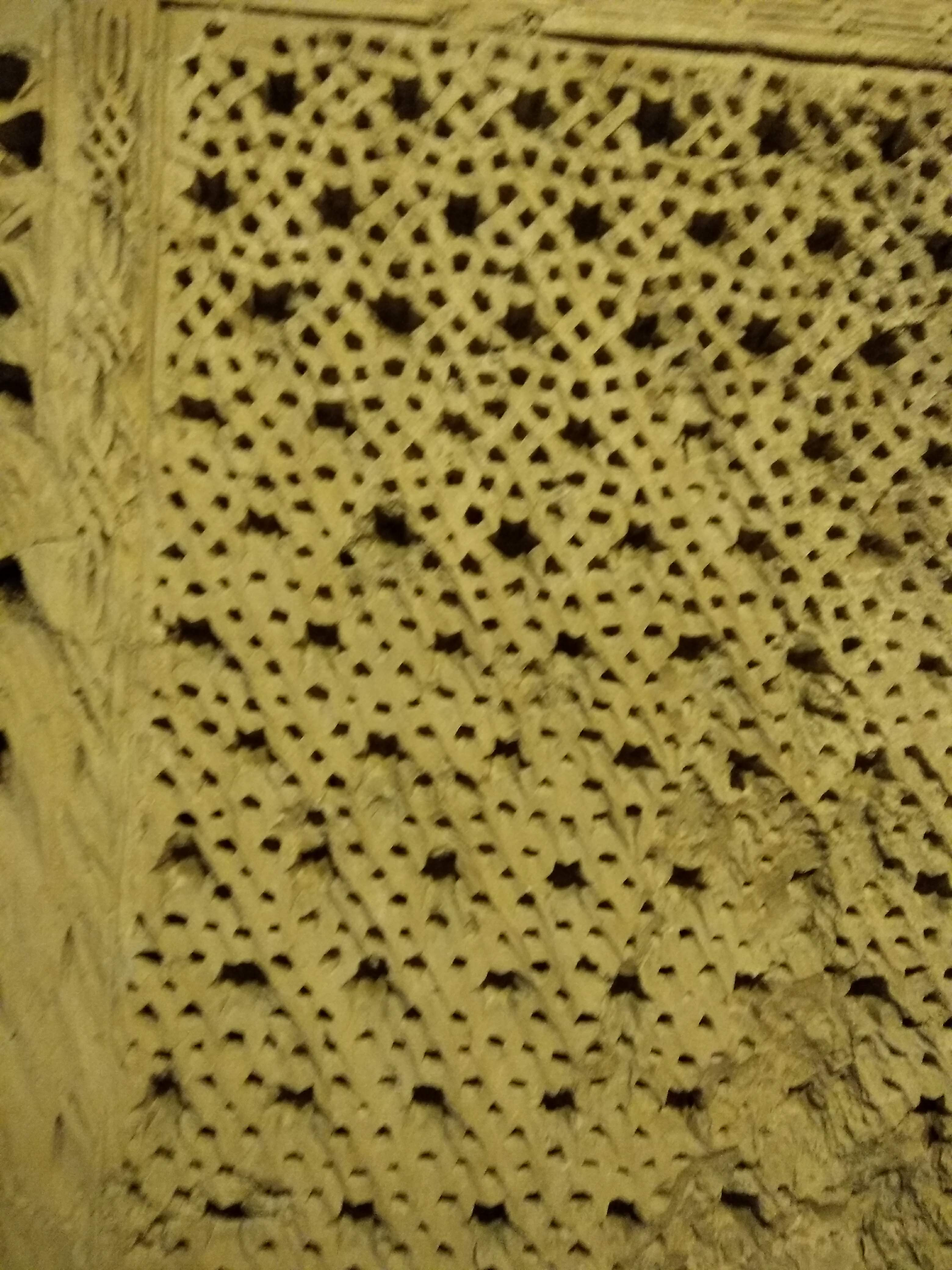
Panel 5
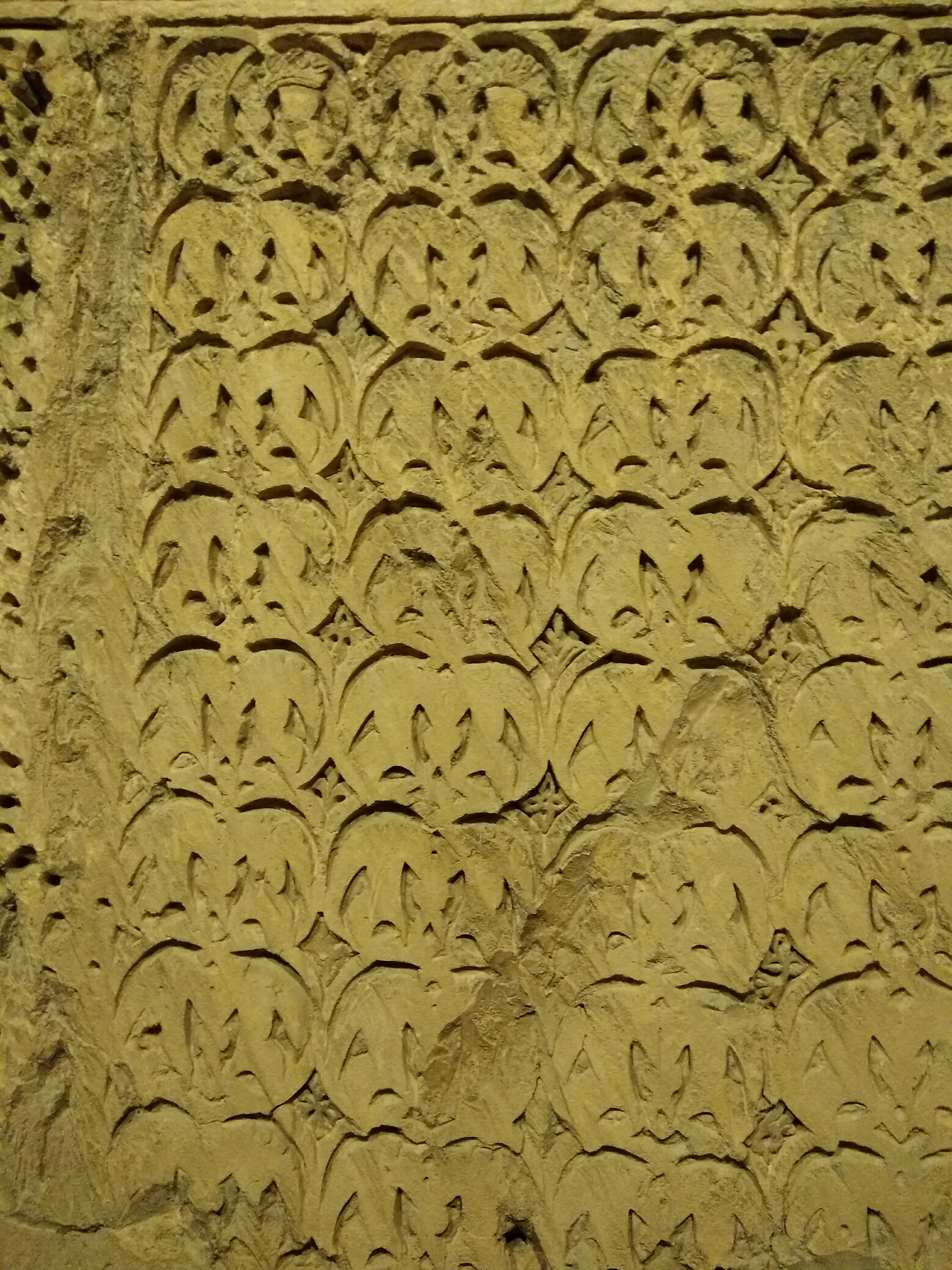
Panel 6
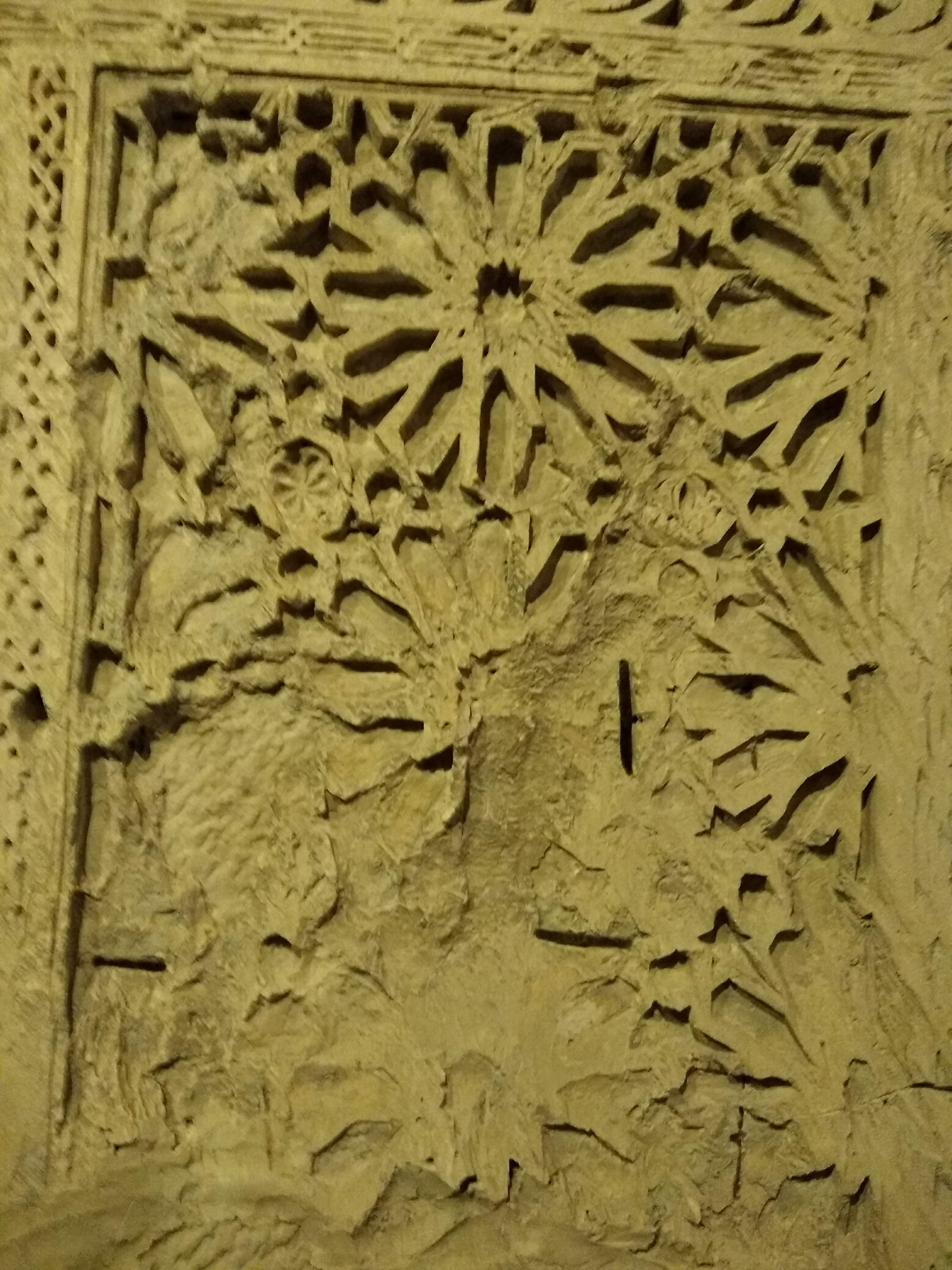
Panel 7
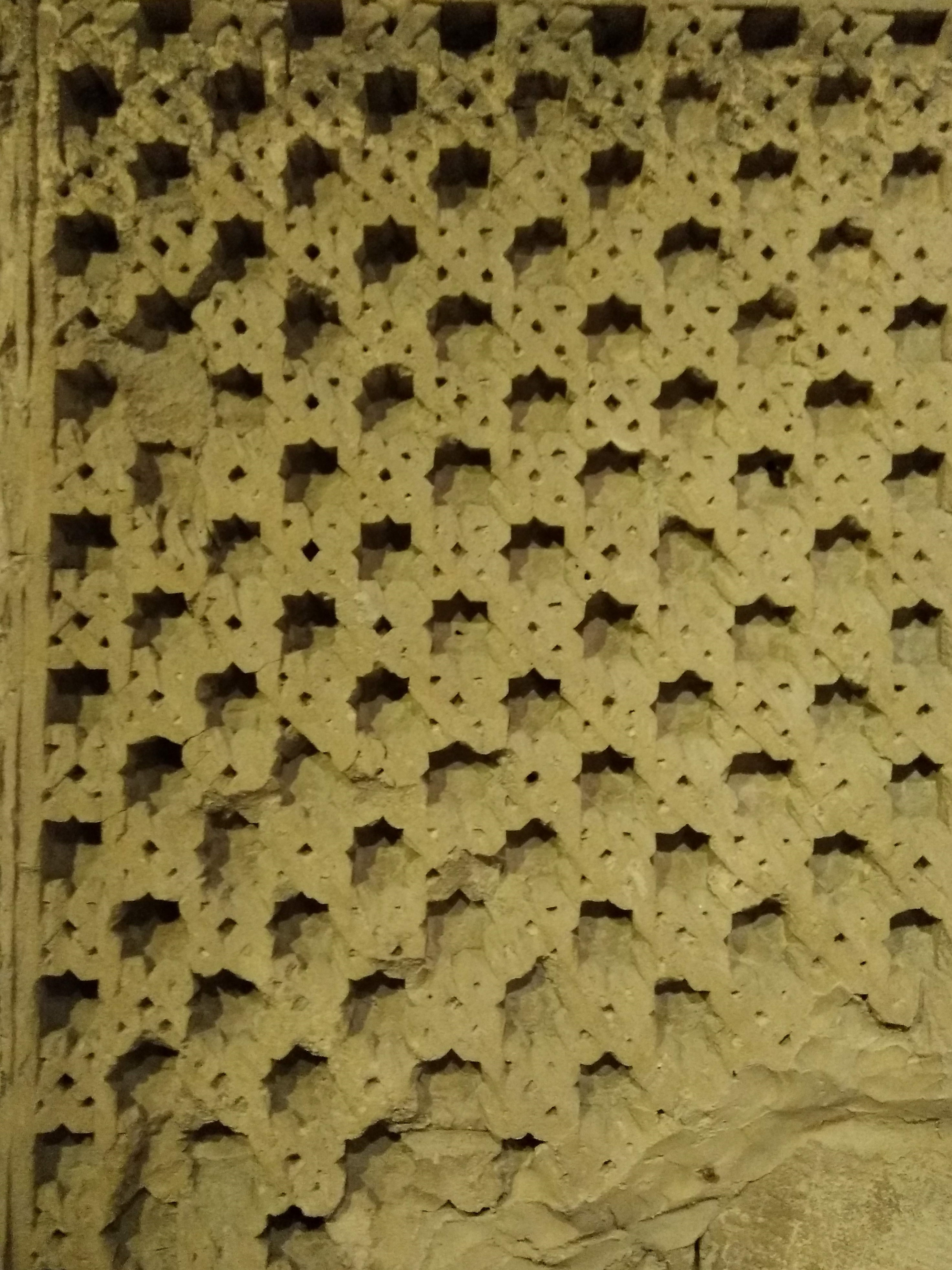
Panel 8
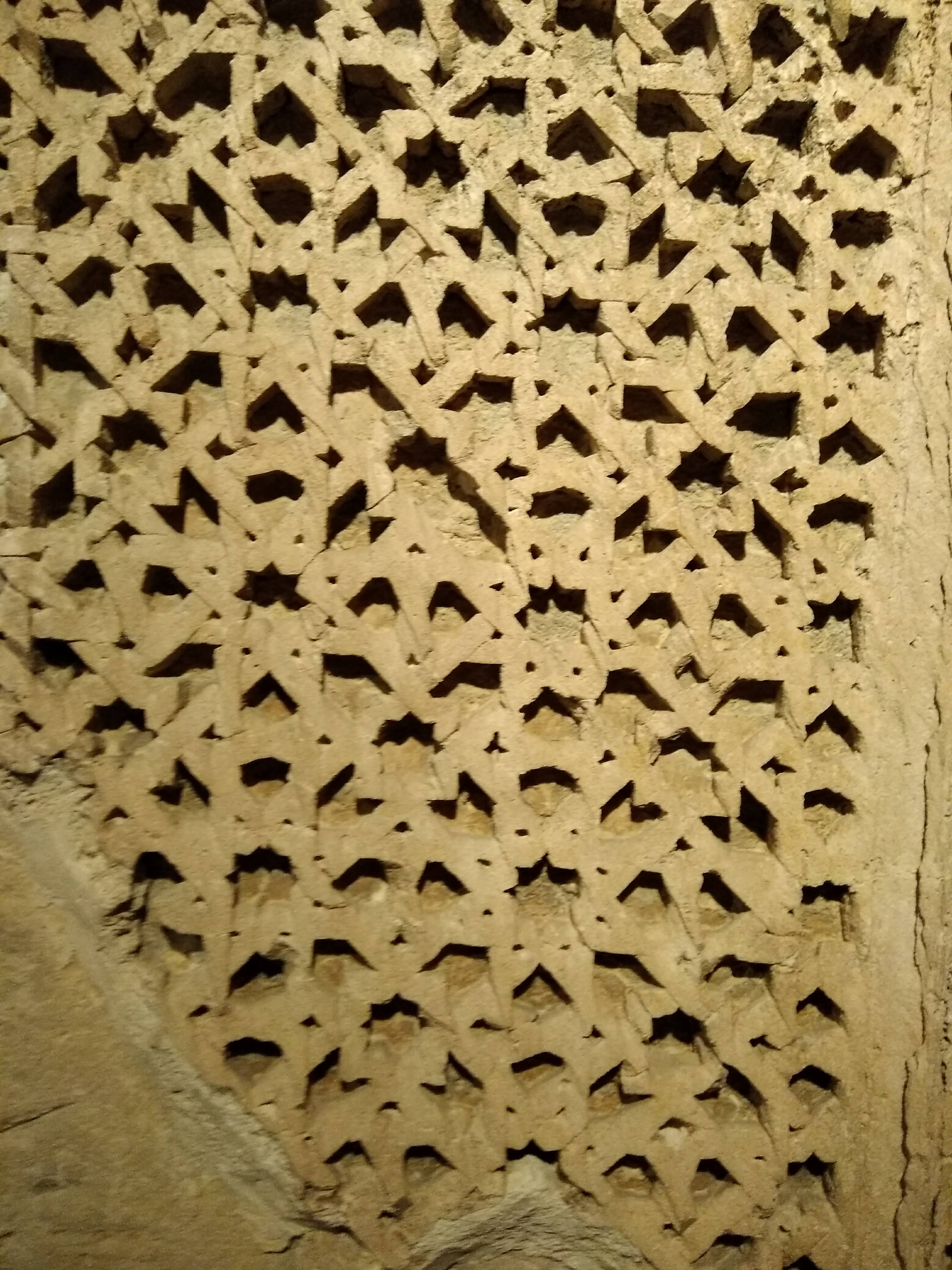
Panel 9
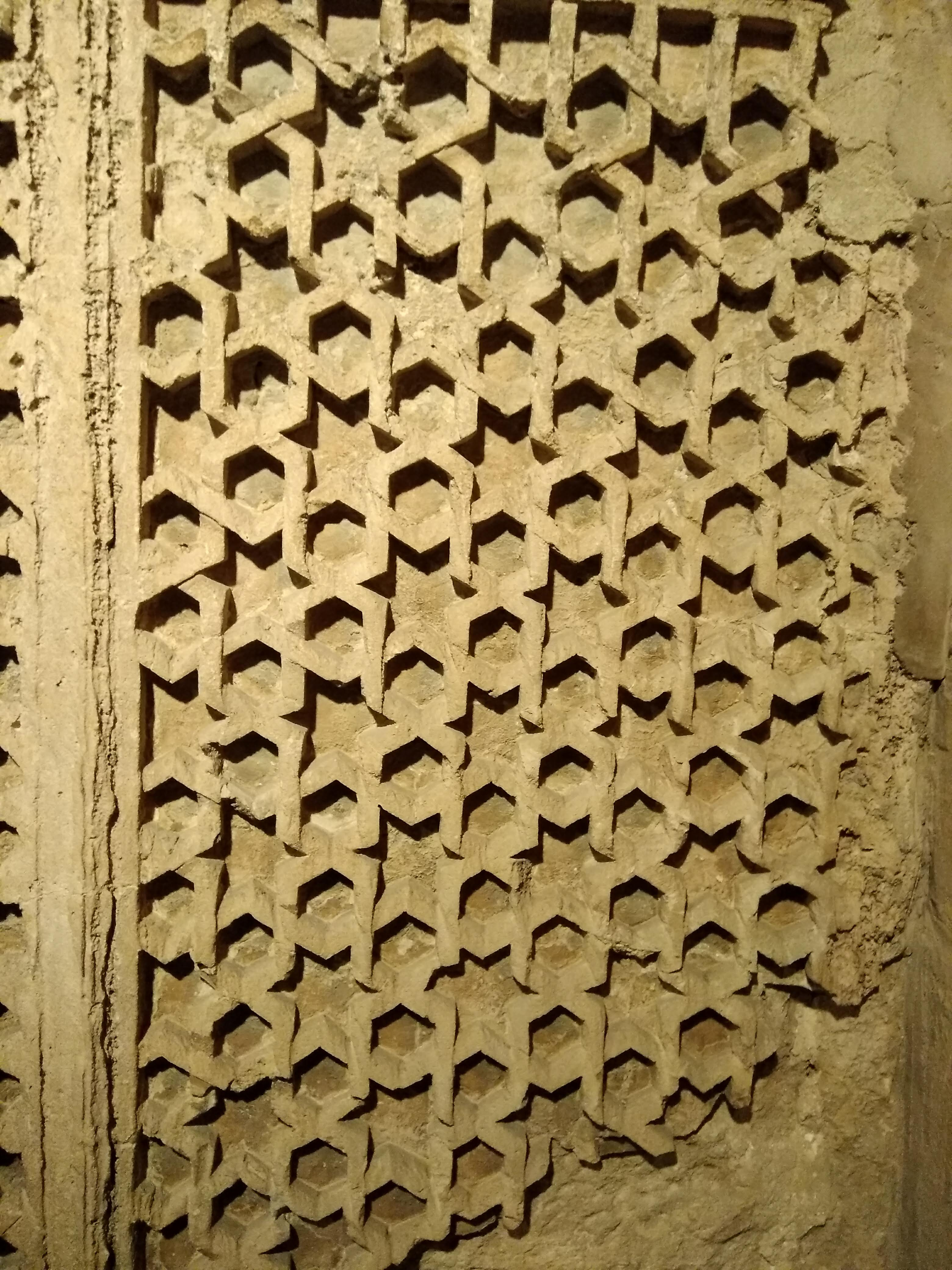
Panel 10

## Las torres del palacio

### Cuerpo principal o Gran Torre
Construida entre 1402-1408, con planta irregular y de grandes dimensiones, está la Gran Torre en cuyo costado meridional muestra una segunda torre menor, la Torre Nueva. Esta segunda torre presenta en su planta baja una bóveda de cañón apuntado. Una tercera torre, la llamada Torre de la Vit, contiene en su interior una escalera de caracol —que le da el nombre en francés (vis, tornillo)— que sirve de paso al piso noble.
Es el cuerpo principal del palacio, en el primer piso se encuentran los aposentos del Rey y la Reina, en el segundo piso se encuentra la Sala de Exposiciones, con la exposición "Olite, trono de un Reino". Continuando por la escalera de caracol se llega a la Torre del Homenaje. Un total de 133 escalones.

### Torre del Homenaje
Conocida como la Torre de la Vit (Vit en francés es caracol, y lleva el nombre de la escalera de caracol que corre a lo largo de su interior). Con 40 metros de altura, es la torre más alta del palacio, siendo la única concesión de carácter militar que se puede encontrar en el palacio. Base rectangular, en las esquinas de su terraza hay cuatro pequeñas torretas circulares que dan cierta ligereza a las resistentes paredes de sillar. En el piso principal, además de las habitaciones principales del Rey y la Reina, se pueden encontrar algunas habitaciones menores que fueron utilizadas por las damas y el servicio de los reyes.

### Torre de Fenero
Controlaba el paso a través de la puerta de la ciudad, llamada así porque a través de esta puerta abierta en los muros llegaban carros de heno. Es un vano simple formado por un arco apuntado sin ninguna decoración.

### Torre de la Joyosa Guarda y de la Atalaya o del Vigía
El nombre de la Joyosa Guarda es una clara alusión al rebautizado castillo de la Dolorosa Guarda que forma parte de las referencias más significativas del mundo artúrico, demostrando la fuerte presencia de esta leyenda bretona en la corte navarra. El mismo Carlos III llamó Lancelot a uno de sus hijos ilegítimos en recuerdo de Lanzarote del Lago. Llamada así por servir de torre de vigilancia de cualquier incidente que pudiera ocurrir en las proximidades.
Es una torre cuadrada sobre cuya terraza almenada se eleva otra más pequeña circulada. En la misma se ubicaba el vigilante; Es tan pequeña que solo hay espacio para un hombre. Junto a la torre encontramos otra cilíndrica más pequeña. En esta torre se alza un dintel de ventana con tracería gótica original, y quiere representar el vínculo eterno, uno de los símbolos de Carlos III de Navarra.

### Torre de los Cuatro Vientos o de las Tres Grandes Finestras
Es llamada así por su estructura cuadrada que se cierne sobre tres balcones, cada uno frente a un punto cardinal. Desde estos balcones, los reyes podían ver los espectáculos que se celebraban a los pies del castillo. Junto a la torre tiene una pequeña torre con una base cuadrada y más alta.

### Torre del Aljibe
El único propósito de esta torre era almacenar agua del cercano río Cidacos para abastecer el palacio. Hueca en su interior, desde aquí se proporciona agua al palacio y los jardines reales. La distribución se realizó a través de tuberías de plomo que estaban incrustadas en las paredes del palacio. Los jardines de agua se hicieron con cubos de cobre. Este complejo sistema de riego fue realizado por Juan D'Espernou. Al pie de esta torre había un foso profundo (del león), llamado así porque era el lugar donde estaban las peligrosas bestias que tenía el rey.

### Torre de las Tres Coronas u Ochavada
Llamada así por su peculiar forma dispuesta en tres alturas, en orden descendente y octogonal. Su parte superior podría usarse para criar palomas.
Desde este lugar se puede ver el Pozo de hielo. El pozo está excavado a 8 metros de profundidad en el piso. Una cubierta en forma de cáscara de huevo. Protegía el hielo del invierno durante el resto del año. Este pozo se hizo en el siglo XVII, por lo que se agregó después de la construcción del castillo. La técnica de conservación del hielo era bien conocida, hecha por capas de hielo separadas por capas de paja. Dado que el pozo estaba ubicado en un lugar frío, el hielo podía mantenerse hasta el final del verano. El hielo a menudo se usaba tanto para fines culinarios como farmacéuticos.

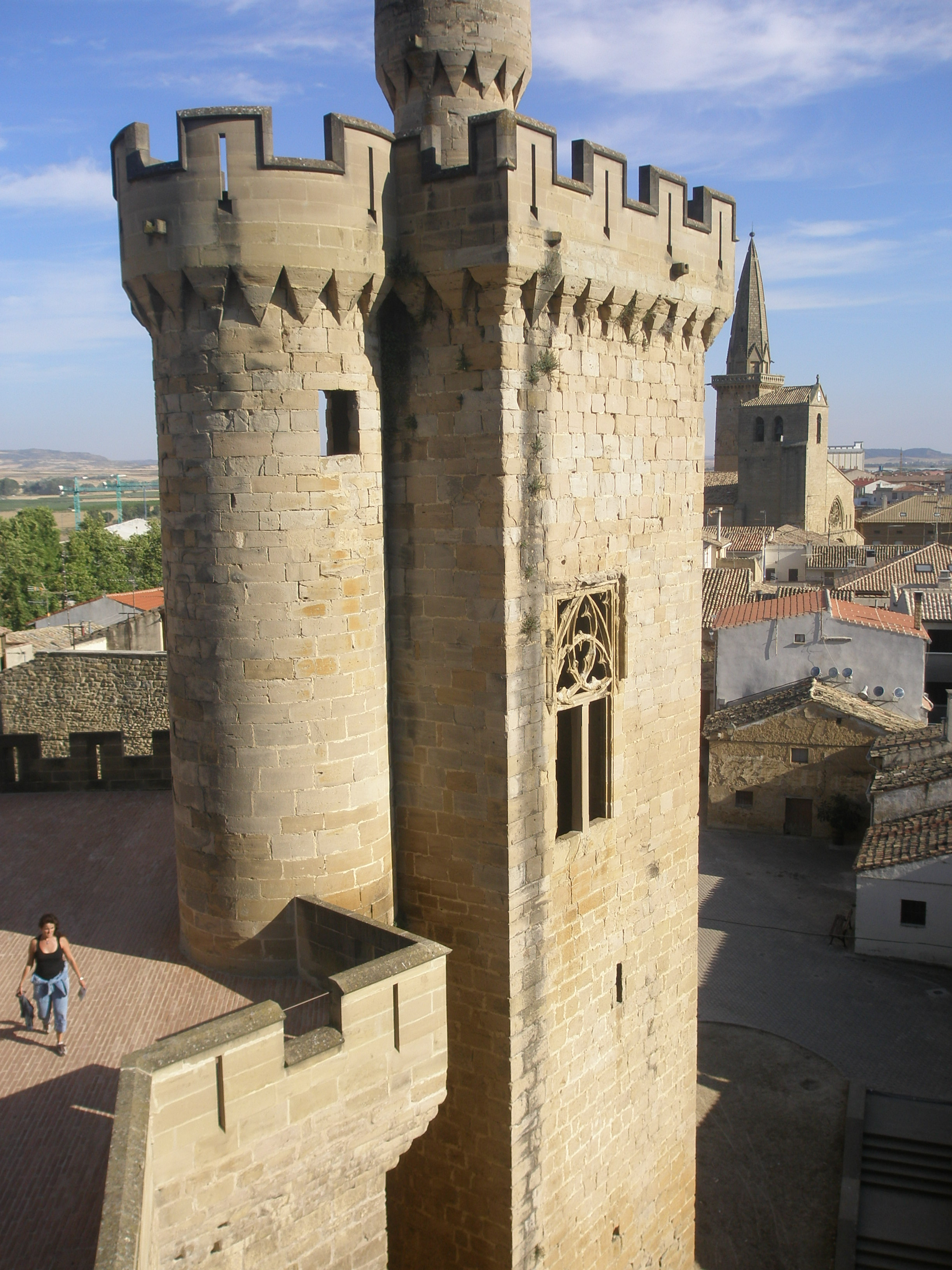
Torre de la Joyosa Guarda y de la Atalaya o del Vigía
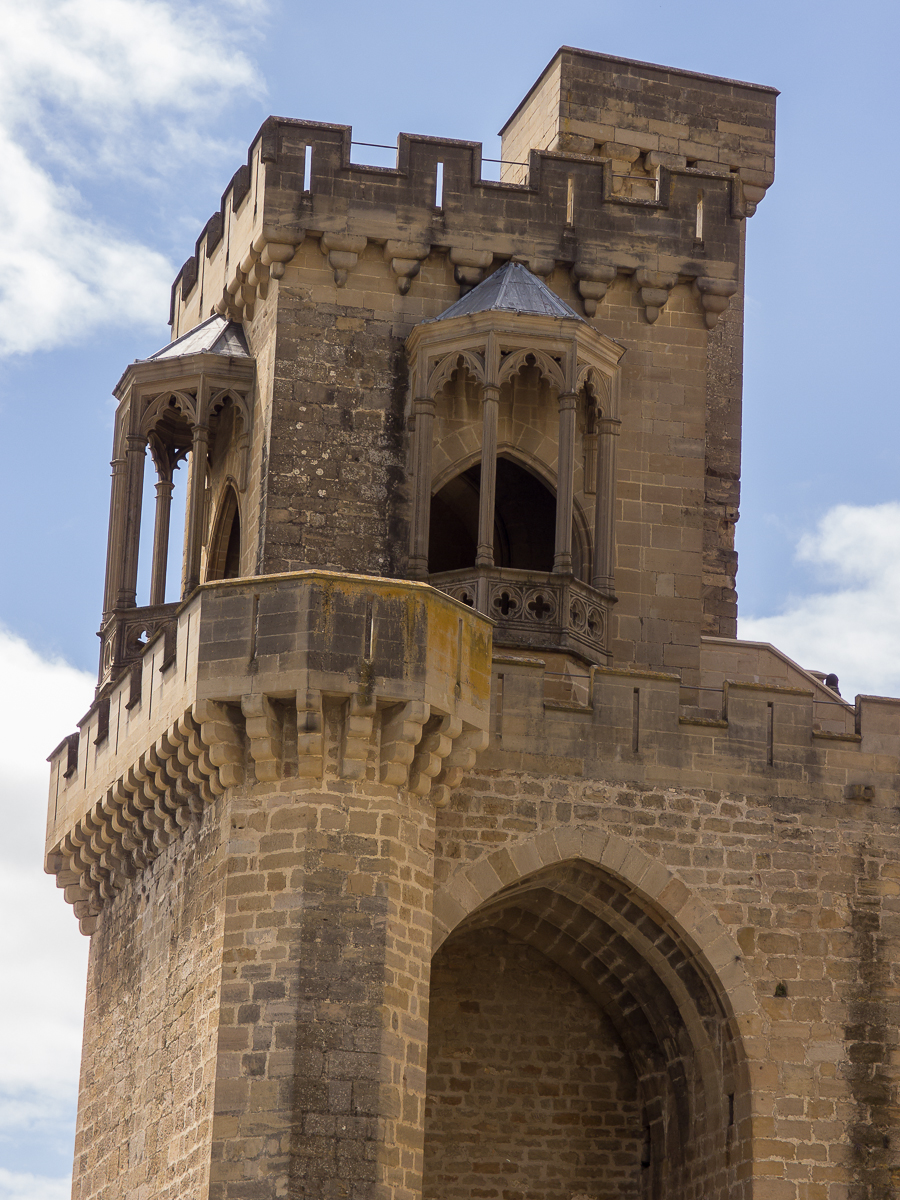
Torre de los Cuatro Vientos o de las Tres Grandes Finestras
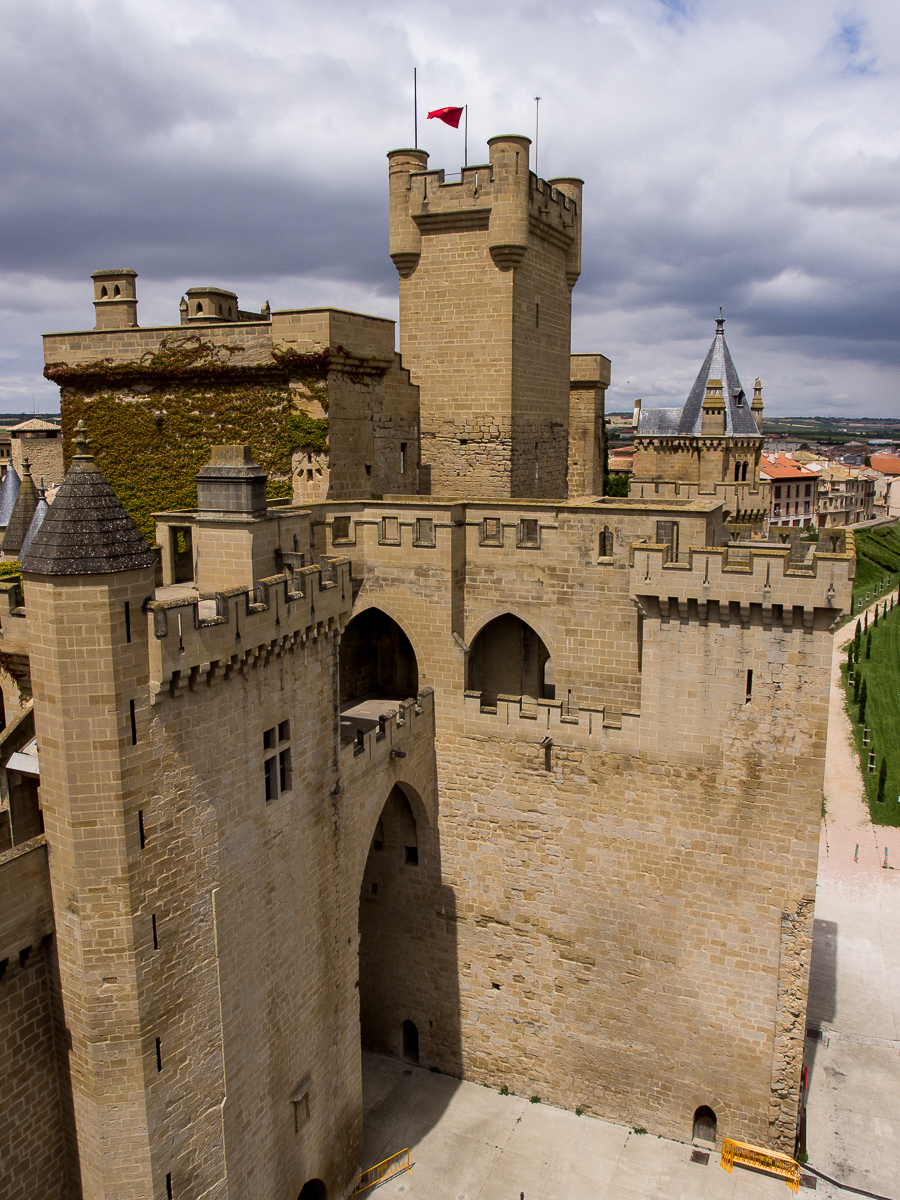
En primer plano, la torre del Fenero (izquierda) y la torre del Aljibe (derecha). Tras ellas, la Gran Torre (con la hiedra) y la torre del Homenaje, ondeando la bandera de Navarra
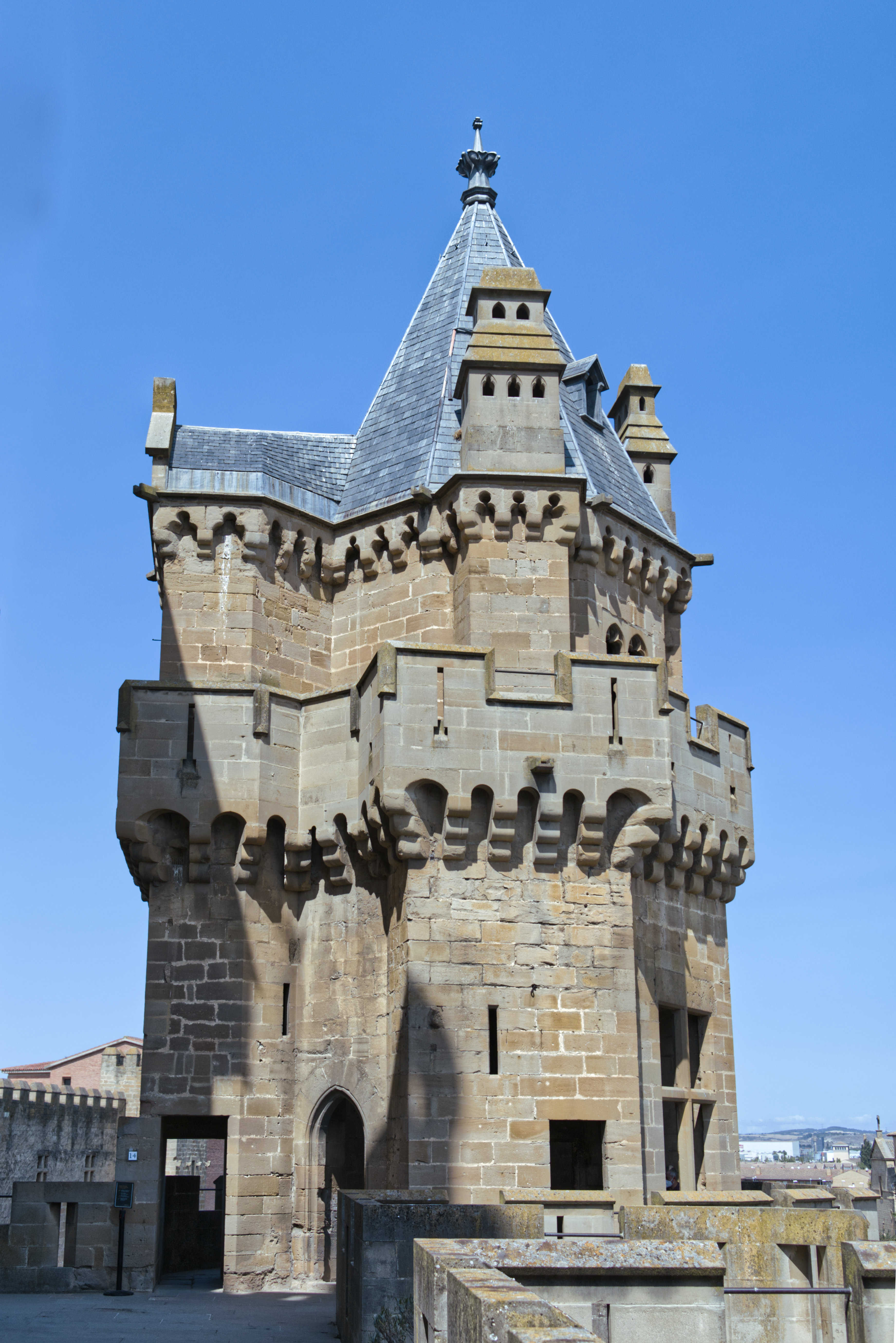
Torre de las Tres Coronas desde su lado meridional.

## Otras dependencias

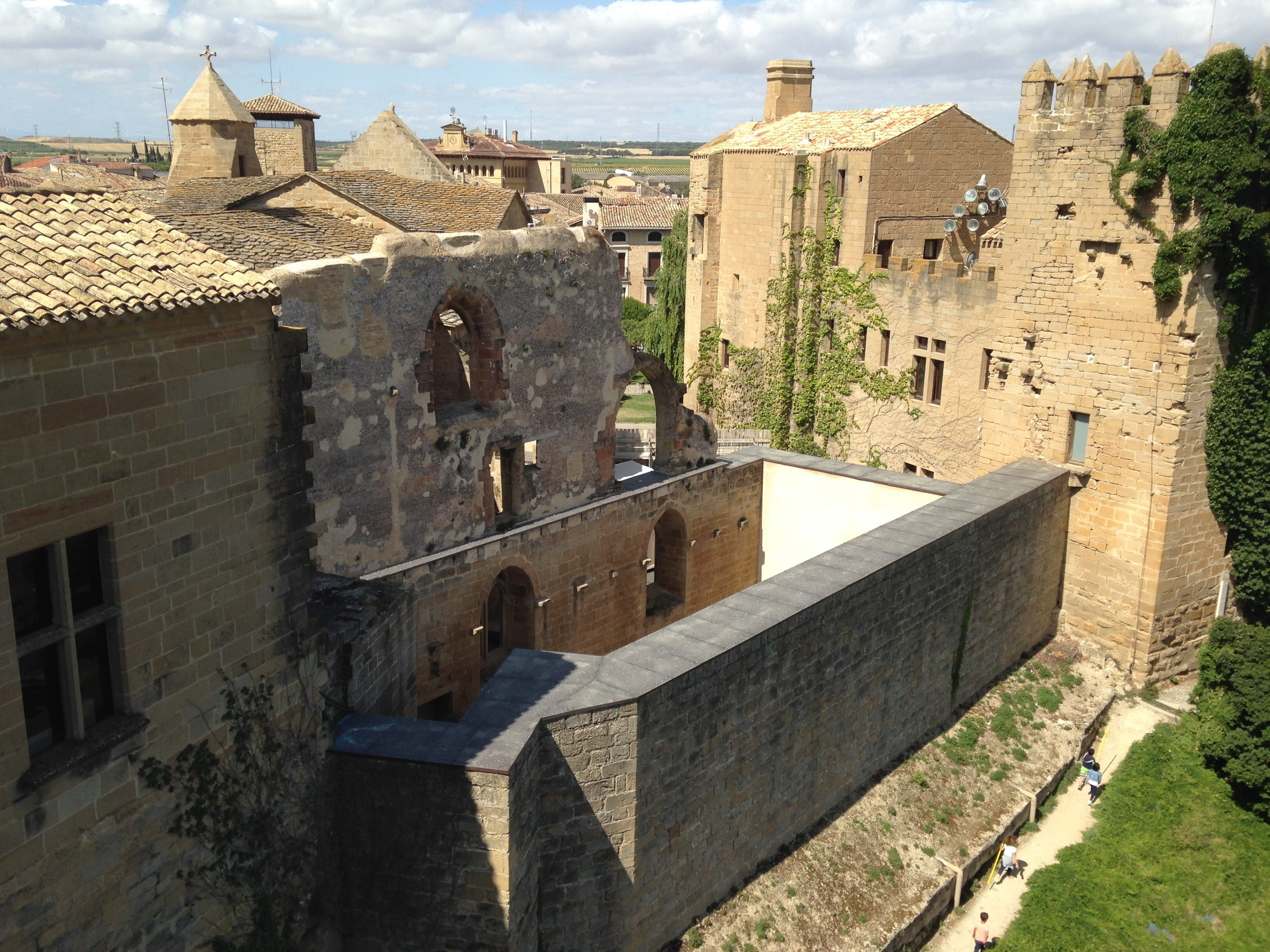
Restos de la capilla de San Jorge

### Capilla de San Jorge
Desde la Torre de las Tres Coronas, se pueden ver restos de la capilla de San Jorge, de uso privado de los reyes. Construida a finales del siglo XIV a instancias de la reina Leonor de Castilla según afirma el rey: «las obras que la reina, nuestra muy cara y amada compañera, face fazer en nuestra casa y palacio de Olite». El encargado de ejecutar la obra fue el mazonero mayor, Martín Périz de Estella, junto con su equipo de canteros y todos los moros valencianos que fabricaron los azulejos que recubrieron las paredes interiores.
Para la construcción de esta capilla, Leonor compró a varios vecinos las casas y el terreno necesario situados en la rúa de Santa María, adyacentes al palacio y al fosal del templo. Se tiene noticia además que los escombros y tierra sobrante de estas propiedades sirvieron «para aplanar el descenso de dicho palacio al vergel» por orden del maestro de las obras de Olite, Pascoal Motça y Miguel Ardanaz.
De este edificio rectangular solo quedan las paredes exteriores. En la parte superior de la capilla se levantó un segundo piso para lugar de culto de la reina, pero la mala calidad de la construcción, como se hizo en albañilería, ha significado que no se haya conservado hoy. Debajo de la capilla existe un espacio abovedado, que es una antigua bodega. Está cerrada por una bóveda de cañón y tiene nichos en las paredes.

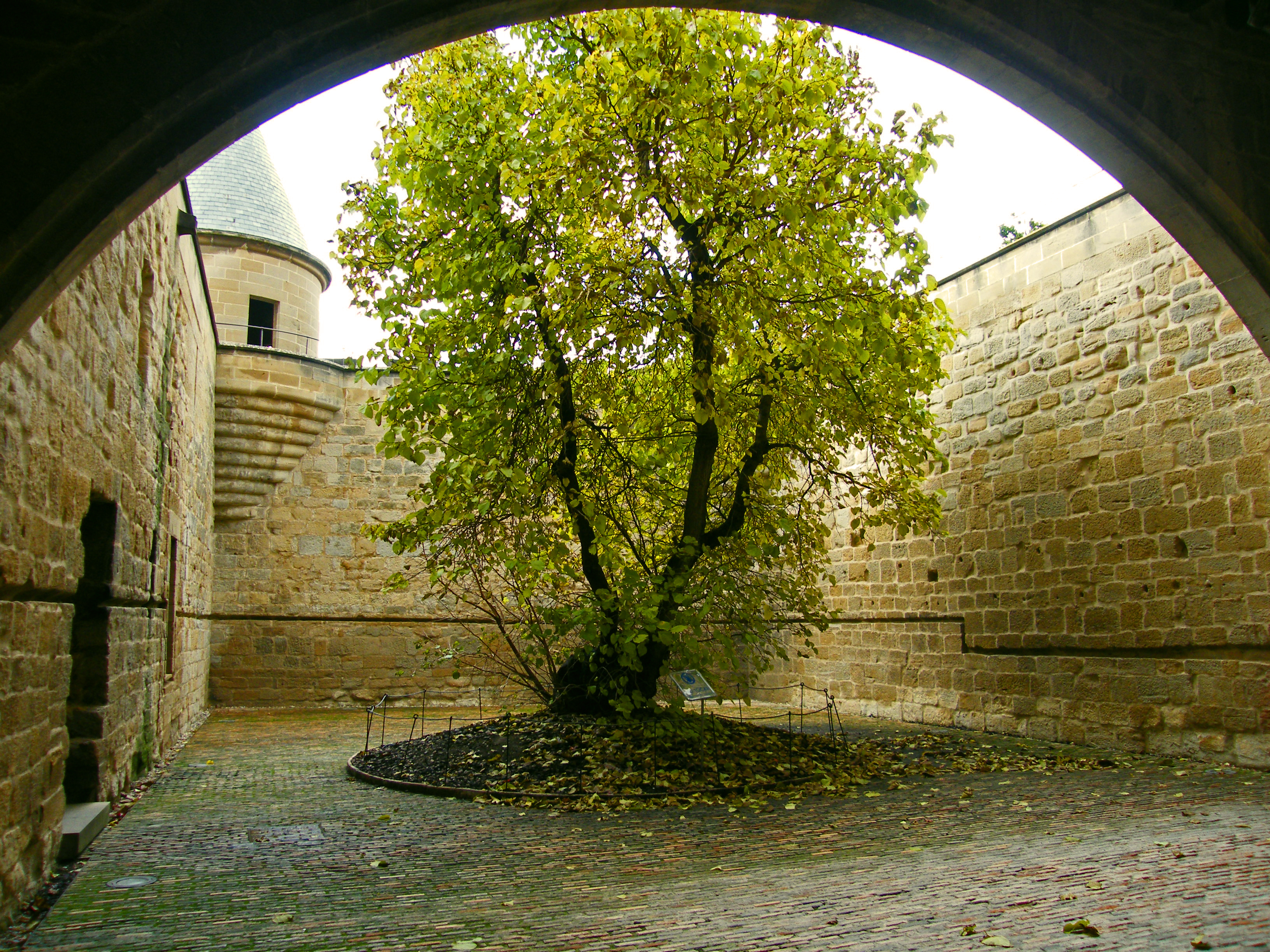
En el centro del patio se localiza una imponente morera que da nombre al patio y que fué declarada Monumento Natural de Navarra (MN20). Aunque se sabe con seguridad que esta morera tiene más de 300 años, una leyenda cuenta que pudo ser el propio rey Carlos III quien la plantara y si así fuere este árbol centenario habría sido testigo de nuestra historia durante más de 600 años, razón por lo que está declarada Monumento Natural de Navarra.

### Patio de la Morera
Es un espacio cuadrado situado delante de la Galería Dorada (Gran Torre) en cuyo centro se encuentra un árbol de morera negra de más de 9 m de altura que, según la tradición fue plantada por el propio rey Carlos III. Por su antigüedad, con seguridad de, al menos 300 años, está declarado desde 1991 como Monumento Natural de Navarra (MN20).

### Patio de la Pajarera
Espacio reservado para las aves que habitaban el castillo. Ubicado en un patio interior, solo estaba descubierto en la parte superior, que estaba cerrado por una red que les impedía escapar. Desde la Galería del Rey se puede observar por completo este patio. Destaca en el lugar un espacio construido en yeso que sirvió como lugar de anidación para las aves y aún se conserva en bastante buen estado.

## Maravilla medieval
El Palacio Real de los Reyes de Navarra de Olite fue elegido como la primera maravilla medieval de España, celebrada por la Revista Medieval con motivo de su cuarto aniversario (2008), estando por delante de maravillas de la talla del monasterio de Santa María de Meira, la catedral de Santiago de Compostela, la Alhambra, la iglesia de San Pedro de la Nave, el monasterio de San Millán de la Cogolla o el monasterio de Poblet. En el número 33 le dedica al efecto senda páginas elaboradas por la doctora en Historia, Carmen Jusué Simonena.

## Usos e influencia del palacio
- Entre las celebraciones llevadas a cabo en el palacio cabe mencionar las justas o torneos celebrados en 1439 durante los días que duró la boda del príncipe de Viana y la princesa alemana Inés de Cléveris.[24]

- También se realizaron corridas de toros. En 1385 el rey Carlos II de Navarra celebró la primera corrida registrada en Navarra. Carlos III, desde 1387 hasta 1401, organizó varias corridas de toros.[25] En algún caso se que intervinieron afamados matatoros contratados en Zaragoza por 30 libras fuertes.[26]

- El juego de pelota formó una parte importante de la vida de este palacio. Según Iturralde y Suit en el palacio real, «en una parte de los jardines» figura un «corredor del juego de pelota» y un «juego de raqueta». Un documento de 1408 ya hablaba de trabajos de reparación del «terrado para jugar la peillota», en tiempos de Carlos III el Noble. Como deduce Ricardo Ollaquindia, «entonces, para hallar la fecha de construcción del juego de pelota, hay que remontarse más, al siglo XIV, a los tiempos de Carlos II, de Felipe III de Evreux, o antes.»[27]

- También en este palacio se celebró la boda de Juan I, conde de Foix, y Juana, heredera de Navarra.

- A finales del siglo XIX pasó por el castillo Gustavo Adolfo Bécquer, y en vista del castillo en ruinas realizó la obra "El Castillo Real de Olite (Notas de un viaje a Navarra)". En su recorrido, Bécquer ofrece una visión romántica y nostálgica del castillo, con sus habitaciones desnudas.[28]